# Periodo regencial do Reino Unido
O período regencial do Reino Unido teve duração de 1811 a 1820. Quando o rei Jorge III foi considerado impróprio para assumir o trono e então seu filho Jorge IV foi proclamado, por procuração, Príncipe Regente.
Historicamente o período denominado como Período Regencial Britânico foi expandido e compreende os anos de 1795 a 1837. O período regencial foi precedido pelo Período Georgiano e sucedido pelo Período Vitoriano. A época da regência teve uma moda, política, costumes e cultura singulares que marcaram profundamente a história da Inglaterra.
Foi um período marcado pela hegemonia de uma sociedade aristocrática, por exemplo foi nesta época que o príncipe regente construiu o Brighton Pavilion. No entanto foi também uma época de incertezas, causadas entre outras coisas pelas guerras napoleônicas e a ameaça burguesa que surgiu com a Revolução Francesa, as ideias liberais também chegaram à ilha britânica e agitavam a política e a economia.